# Stajuolo
Stajuolo war ein Längenmaß im Kirchenstaat Rom.
- 1 Stajuolo = 5 ¾ Palmi (Bau-) = 1,28463 Meter
- 10 Stajuoli = 1 Catena